# Schizocypris
Schizocypris es un género de peces de la familia Cyprinidae en el orden de los Cypriniformes.

## Especies
Las especies de este género son:
- Schizocypris altidorsalis Bianco & Bănărescu, 1982
- Schizocypris brucei Regan, 1914
- Schizocypris ladigesi M. S. Karaman, 1969